# Arvid Silfverschiöld
Arvid Silfverschiöld, född 17 december 1710 i Jönköping, död 20 november 1781 i Göteborg var en svensk friherre och ämbetsman. Han var landshövding i Hallands län mellan 8 september 1761 och 1771.
Silfverschiöld blev auskultant vid Göta hovrätt 1732, vice häradshövding och notarie vid civilprotokollet 1733, hovrättssekreterare 1755 och president vid Göta hovrätt 1771. Han fick Nordstjärneorden 1765 och blev friherre 1771. 
Han var son till Nils Silfverskiöld (1674–1753) och far till Nils Silfverschiöld (1753–1813).

### Fotnoter
1. ↑  Hallands historia och beskrivning: Arfvid Silfverschöld
2. ↑  Silfverskiöld, släkt i Svenskt biografiskt lexikon